# Boschdorp (Zuiddorpe)
Boschdorp is een buurtschap in de voormalige gemeente Zuiddorpe, thans de gemeente Terneuzen, in de Nederlandse provincie Zeeland. De buurtschap, in de regio Zeeuws-Vlaanderen, moet niet worden verward met de andere, gelijknamige, buurtschap Boschdorp nabij Koewacht, ook in de gemeente Terneuzen. De buurtschap ligt ten noorden van Zuiddorpe en ten zuidwesten van De Muis tussen Fort Sint Jan en Fort Sint Marcus in. Boschdorp bestaat uit een zestal panden aan de Binnenweg nabij de Boswegel. Hoewel de naam Boschdorp werd gehanteerd door de oude gemeente Zuiddorpe is de naam tegenwoordig in onbruik geraakt. Kaarten geven de buurtschap niet weer en de laatste vermelding van de buurtschap in een krant stamt uit 1939, toch noemt de Zeeuwse Encyclopedie de buurtschap.
De postcode van Boschdorp is 4574, de postcode van Zuiddorpe.
Steden: Axel · Biervliet · Philippine · Sas van Gent · Terneuzen

Dorpen: Hoek · Koewacht · Overslag · Sluiskil · Spui · Westdorpe · Zaamslag · Zandstraat · Zuiddorpe

Buurtschappen: Den Abeele · Altena · Axelschestraat · Batterij · Berdelingebuurte (deels) · Boerengat · Bontekoe · Boschdorp · Boschdorp · Bouchauterhaven · Cootjesdorp · De Sluis · Driedijk · Driekwart · Drieschouwen · Driewegen · Eendragt · Het Fort · Fort Ferdinandus · Griete · Hasjesstraat · Haven (deels) · Hazelarenhoek · Het Zand · Hoek van de Dijk · Holleken (deels) · Hoogedijk · Isabellahaven · Kampersche Hoek · Kijkuit · Klein Gent · Knol · De Kraag · Kruispad · Kwakkel · Magrette · Mauritsfort · Molenhoek · De Muis · Nieuwemolen · Nieuwlandse Molen · Othene · Oude Molen · Oude Polder · Paradijs · Passluis · Poonhaven · Posthoorn (deels) · De Put · De Ratte · Reedijk · Reuzenhoek · Rijgerij · Roodesluis · Schaapdijk · Schapenbout · Sint Andries · Steenovens · De Sterre · Stoppeldijkveer (deels) · Stroodorpe · Vaartwijk · Vaatje · Val · Varempé · Waterhuis · Watervliet · Wouterij · Wulpenbek · Zaamslagveer · Zandplaat · Zwartenhoek

Streekje: Tweekwart

Historische plaatsen: Axelsche Sassing · Noordhoek · De Stuiver · Triniteit · Vingerling

Zeeland: Steden en dorpen in Zeeland      Nederland: Provincies · Gemeenten